# 貴戸湊太
貴戸 湊太（きど そうた、1989年3月9日 - ）は、日本の小説家。兵庫県三木市出身・在住。神戸大学文学部卒業（近世日本文学専攻）。第18回『このミステリーがすごい!』大賞でU-NEXT・カンテレ賞を受賞し、小説家デビュー。

## 経歴
1989年、兵庫県三木市に生まれる。幼い頃、母が『オリエント急行の殺人』を始めとするアガサ・クリスティー作品を読み聞かせしてくれたのがきっかけで、ミステリを好むようになった。中学時代には執筆に興味が沸き、長編小説の執筆に挑戦するも挫折。その後は兵庫県立三木高等学校から神戸大学文学部に進み、近世日本文学を専攻するが、創作には気が向かなかった。大学卒業後は国立病院機構に就職するも1年ほどで退職するが、それを契機として塾講師のアルバイトの傍ら執筆を再開した。
2016年、貴志祐方名義で書いた『誘拐代行業』が第6回アガサ・クリスティー賞候補、2017年、『ある閉ざされた部屋の中で』が第39回小説推理新人賞候補。
2019年、学園ミステリ『ユリコは一人だけになった』で第18回『このミステリーがすごい!』大賞 U-NEXT・カンテレ賞を受賞。2020年に投稿作を改稿した『そして、ユリコは一人になった』にて小説家デビュー。同年、三木市ゆかりの芸術家を支援する団体「若手アーティスト応援団」推薦対象に選ばれる。

## 作品リスト

### 単著
- そして、ユリコは一人になった（2020年2月 宝島社文庫）
- 認知心理検察官の捜査ファイル 検事執務室には嘘発見器が住んでいる（2022年6月 宝島社文庫）
- 認知心理検察官の捜査ファイル 名前のない被疑者（2023年7月 宝島社文庫）
- その塾講師、正体不明（2024年12月 ハルキ文庫）
- 図書館に火をつけたら（2025年2月 宝島社文庫）

### アンソロジー
「」内が貴戸湊太の作品
- 3分で読める！ 誰にも言えない○○の物語（2022年5月 宝島社文庫）「誰にも言えない赤い傘の物語」
- 3分で不穏！ ゾクッとするイヤミスの物語（2024年1月 宝島社文庫）「誰にも言えない赤い傘の物語」
- 衝撃の1行で始まる3分間ミステリー（2024年4月 宝島社文庫）「大好きなお兄ちゃんへ」
- 驚愕の1行で終わる3分間ミステリー（2024年4月 宝島社文庫）「あなたの小説、面白かったよ」
- 3分で読める！ 人を殺してしまった話（2024年9月 宝島社文庫）「名探偵現る」
- 3分で読める！ 一日の終わりに読むお酒の物語（2024年11月 宝島社文庫）「下戸探偵、バーに行く」

## 映像化作品

### テレビドラマ
- 『このミス』大賞ドラマシリーズ そして、ユリコは一人になった（2020年3月6日 - 4月24日、全8話、関西テレビ「カンテレドラマらぼ」枠、主演：玉城ティナ）[6]